# Xinglongshan
Xinglongshan är en ort i Kina. Den ligger i provinsen Jilin, i den nordöstra delen av landet, omkring 22 kilometer öster om provinshuvudstaden Changchun.
Runt Xinglongshan är det tätbefolkat, med 947 invånare per kvadratkilometer. Närmaste större samhälle är Changchun, 14,2 km sydväst om Xinglongshan. Trakten runt Xinglongshan består till största delen av jordbruksmark.
Genomsnittlig årsnederbörd är 992 millimeter. Den regnigaste månaden är juli, med i genomsnitt 225 mm nederbörd, och den torraste är januari, med 13 mm nederbörd.